# عبد الفتاح البارودي
عبد الفتاح البارودي (5 مايو 1913 -
26 مارس 1996) هو كاتب وصحفي مصري.

## حياته
ولد عبد الفتاح أحمد محمد البارودي في 5 مايو عام 1913 في مرز الزقازيق بمديرية الشرقية، عمل والده موظفاً بهيئة المساحة التابعة لوزارة الاشغال العمومية، ومع انتقال الأسرة إلى القاهرة، التحق الطفل بالكتاب بمنطقة السيدة زينب لحفظ القرآن وإتقانه وقد حصل علي عدة جوائز، إلتحق بعدها بمدرسة الجمعية الخيرية الإسلامية عام 1927، ثم التحق بالمدرسة الخديوية الثانوية، وحصل منها على شهادة الكفاءة عام 1930. التحق بالمعهد العالي للتمثيل العربي بشعبة النقد.
تزوج الفنانة نجوى سالم.

## مسيرته
عمل لدي مجلتي الثقافة والرسالة، مما لفت نظر الأستاذ كامل الشناوي فاختاره لكي يشارك في الإعداد لإصدار صحيفة الأخبار الجديدة التي تصدر عن دار أخبار اليوم.
ظل يكتب في الثقافة حتى توقفها عام 1952.